# Катастрофа Ил-76 в Рязани
Катастрофа Ил-76 в Рязани — авиационная катастрофа, произошедшая рано утром 24 июня 2022 года недалеко от авиабазы Дягилево в районе Михайловского шоссе города Рязани.

## Экипаж
На борту самолёта находились 9 членов экипажа.
В результате катастрофы погибли:
- Владимир Петрушин (командир воздушного судна);
- Степан Перминов (штурман);
- Николай Горбунов (бортинженер-инструктор);
- Дмитрий Андреев (борттехник по АДО);
- Лобанов Алексей (курсант 5 курса лётного училища; умер в больнице)[3].

## Хронология событий
Самолёт выполнял учебно-тренировочный полёт из Оренбурга в Белгород с промежуточной посадкой (для дозаправки) в Рязани. Груза на борту самолёта не было.
Сразу после взлёта с авиабазы в Рязани возник пожар одного из двигателей. Экипаж принял решение совершить вынужденную посадку. Перед приземлением самолёт кружил над лугами.
В 03:18 самолёт совершил жёсткую посадку на грунт, повредив линии электропередачи. Самолёт разрушился и загорелся. Находившийся рядом мост тоже загорелся, позже был отреставрирован. На земле значительных разрушений нет.
Сразу после крушения погибли 3 человека. Остальные 6 были госпитализированы. Позднее ещё два человека скончались в больнице.
24 июня 2023 года на месте крушения был открыт памятный мемориал.